# QP:flapper
QP:flapper（キューピーフラッパー），是日本的插畫家與櫻小春的二人組合。

## 經歷
兩人由於池袋太正浪漫堂中的留言簿而認識。結成團體後以《To Heart》及遊戲公司Leaf的作品為中心製作同人誌。

## 主要作品

### 社群遊戲
- 女友伴身邊 （Ameba） 角色設計[3]

### 成人遊戲
- 鎖 -Kusari-（Leaf）原畫、角色設計
- （ALICESOFT）原畫、角色設計
- 星之王子（Leaf） 原畫、角色設計[4]
- Berry's（Sphere）原畫、角色設計

### 插畫
- MM一族（MF文庫J／東立出版社代理發行）
- 我們的悖論（富士見Mystery文庫）
- 幸運時刻！（電擊文庫／東立出版社代理發行）
- Gadget Girl（Super Dash文庫）（名義）
- 我可愛的國家令孃（富士見Fantasia文庫／尖端出版代理發行）
- 剪刀·石頭·布（富士見Fantasia文庫／東立出版社代理發行）
- 少女編號（KADOKAWA）

### 動畫關聯
- 鎖鎖美小姐@不好好努力 第11話片尾插畫（小原）
- 我的妹妹哪有這麼可愛。 第二季第3話片尾插畫
- 天體的方式 角色原案[5]
- 干支魂 Pretty角色原案
- T寶的悲慘日常 夢幻篇 第5話片尾插圖
- Regalia 三聖星 角色原案[6]
- 不正經的魔術講師與禁忌教典 第8話片尾插圖（櫻小春）
- 音樂少女 角色原案協力
- IDOLY PRIDE 角色原案

### 其他
- 片尾動畫角色原案（小原）
- 22/7（2016年－） 角色設計 立川絢香（櫻小春）、丸山茜（小原）
- 溫泉女孩 角色設計 有馬楓花（櫻小春）、奏·巴登·由布院（小原）

## 外部連結
- QPchick（页面存档备份，存于） （日語）